# Emmanuel Frimpong
Emmanuel Yaw Frimpong (født 10. januar 1992) er en ghanesisk fodboldspiller som spiller på midtbanen.
Frimpong begyndte sin karriere i Arsenal, men her var det kort med spilletid og han blev derfor udlånt til flere klubber, før han blev solgt til Barnsley d.31 januar 2014. Frimpong blev solgt videre til russiske UFA d.1 september 2014.
Selvom Frimpong repræsenterede England i ungdomsårene, fik han i marts 2013 debut for det ghanesiske landshold. Frimpong har både engelsk- og ghanesisk pas.

## Landshold
Frimpong har (pr. marts 2018) spillet én kamp for Ghanas landshold. Den 24. marts 2013 fik Frimpong sin debut i en VM 2014 Kvalifikationskamp imod Sudan.
I 2007-2008 sæsonen spillede Frimpong seks kampe for Englands U16 landshold, og scorede et enkelt mål.
I 2008-2009 sæsonen spillede han seks kampe for Englands U17 landshold.

## Klubkarriere

### Arsenal F.C.
I en alder af blot 9 år, spillede Frimpong for Arsenals ungdoms akademi. I 2008 (da han var 16 år) blev Frimpong rykket op på Arsenals reserve hold. Han fik sin debut for reserve holdet den 5. oktober 2009 imod Chelsea FCs reservehold.
Den 13. juli 2011 fik Frimpong sin debut for førsteholdet imod Malaysia XI i en venskabskamp. Senere hen fik han sin Premier League debut den 13. august 2011 imod Newcastle United, hvor han erstattede Tomáš Rosický.

### Barnsley F.C.
Efter 13 år i Arsenal, skiftede ghaneseren til 1. divisions klubben Barnsley FC.
Den 15. februar 2014 fik Frimpong sin debut, da Frimpong og co. spillede 2-2 med Doncaster. Frimpong spillede hele kampen.

## Spillestil
Frimpong beskrives ofte som en meget energisk midtbanespiller med en masse stamina og en spiller med gode afleveringer. Han bliver ofte sammenlignet med den tidligere Arsenal spiller Alex Song. Han bliver til tider også sammenlignet med Michael Essien, da Essien er en hårdtarbejdende midtbanespiller.

## Personlige liv
Frimpongs fætter Yaw Ihle Amankwah er også professionel fodboldspiller. Han er også fætter til Lethal Bizzle som er rapper. Frimpong rappede i en remix sang, som netop hans fætter havde lavet. Sangen hedder 'Leave It Yeah'.

## Bøde for tweet
I 2012 idømte Det engelske fodboldforbund midtbanespilleren en bøde på 6.000 pund for upassende sprogbrug på twitter.
Frimpong har samtidig fået en advarsel for sin upassende reference til tro, siger kilder.

## Artikler
- Arsenal-spiller dropper England til fordel for Ghana Arkiveret 3. december 2013 hos  Wayback Machine
- Arsenal sender midtbanespiller til The Championship Arkiveret 3. december 2013 hos  Wayback Machine
- Forbund straffer Arsenal-spiller for tweet Arkiveret 3. december 2013 hos  Wayback Machine
- Arsenal-talent: Tottenham som et damehold Arkiveret 3. december 2013 hos  Wayback Machine
- Frimpong: Troede ikke på Arsenal-chance Arkiveret 2. december 2013 hos  Wayback Machine